# Belonidium
Belonidium is een geslacht van schimmels uit de familie Lachnaceae. Het bevatte alleen Belonidium aeruginosum.

## Soorten
Volgens Index Fungorum telt het geslacht 42 soorten (peildatum april 2023): 
| Soortnaam                  | Auteur(s)                                             | Publicatiejaar |
| -------------------------- | ----------------------------------------------------- | -------------- |
| Belonidium abscedens       | (Nyl.) Sacc.                                          | 1889           |
| Belonidium albocereum      | Penz. & Sacc.                                         | 1902           |
| Belonidium albolabrum      | (Ellis & Everh.) Raitv.                               | 1970           |
| Belonidium alborubrum      | Grelet                                                | 1922           |
| Belonidium andinum         | Pat.                                                  | 1895           |
| Belonidium biatorinum      | (Rehm) Sacc.                                          | 1895           |
| Belonidium bilimbioides    | Rehm                                                  | 1907           |
| Belonidium capense         | (Kalchbr. & Cooke) Sacc.                              | 1889           |
| Belonidium caricicola      | Rehm                                                  | 1891           |
| Belonidium caulicola       | Oudem.                                                | 1889           |
| Belonidium cenangioides    | (Ellis) Raitv.                                        | 1970           |
| Belonidium cirsiicola      | Jaap                                                  | 1917           |
| Belonidium citrinellum     | Sacc., E. Bommer & M. Rousseau                        | 1890           |
| Belonidium claussenii      | Ade                                                   | 1923           |
| Belonidium clavatum        | (Ellis) Rehm                                          | 1904           |
| Belonidium crypterinum     | Speg. ex Lambotte                                     | 1887           |
| Belonidium difficillimum   | (Rehm) Boud.                                          | 1907           |
| Belonidium dongolense      | Sacc.                                                 | 1891           |
| Belonidium eryngiicola     | (Ellis & Everh.) Raitv.                               | 1970           |
| Belonidium frustulosum     | Velen.                                                | 1934           |
| Belonidium furfuraceum     | Rodway                                                | 1925           |
| Belonidium incanescens     | Kirschst.                                             | 1939           |
| Belonidium japonicum       | Hara                                                  | 1954           |
| Belonidium luteogranulatum | (J.H. Haines & M.P. Sharma) J.H. Haines & M.P. Sharma | 1986           |
| Belonidium macounii        | Dearn.                                                | 1916           |
| Belonidium minutissimum    | (Batsch) W. Phillips                                  | 1887           |
| Belonidium pineti          | (Feltgen) Sacc. & P. Syd.                             | 1902           |
| Belonidium procopii        | Svrček                                                | 1988           |
| Belonidium pruinosum       | (Jerdon ex Berk. & Broome) Rehm                       | 1891           |
| Belonidium pulvinatum      | Boud.                                                 | 1896           |
| Belonidium secalinum       | Velen.                                                | 1934           |
| Belonidium solenia         | (Sacc.) Raitv.                                        | 1970           |
| Belonidium spilogenum      | Syd.                                                  | 1925           |
| Belonidium spiraeae        | Dearn. & House                                        | 1925           |
| Belonidium subnivale       | Rehm                                                  | 1891           |
| Belonidium succineum       | Rehm                                                  | 1909           |
| Belonidium tabacinum       | Penz. & Sacc.                                         | 1902           |
| Belonidium tremulae        | Velen.                                                | 1934           |
| Belonidium tuberculosum    | (Sacc.) Rehm                                          | 1904           |
| Belonidium uredo           | (Rehm) Rehm                                           | 1914           |
| Belonidium villosulum      | Feltgen                                               | 1903           |
| Belonidium viscosum        | Rodway                                                | 1925           |